# Корещина (Зіньківський район)
Корещина — село, Попівська сільська рада, Зіньківський район, Полтавська область, Україна.
Село ліквідовано 1986 року. Поруч проходять автомобільні дороги Т 1706 та Т 1710.

## Історія
- 1986 — село ліквідоване[1].